# اچ‌ام‌اس بلیث (ام۱۱۱)
اچ‌ام‌اس بلیث (ام۱۱۱) (به انگلیسی: HMS Blyth (M111)) یک کشتی است که طول آن 52.5 m می‌باشد. این کشتی در سال ۲۰۰۰ ساخته شد.